# 辻寅建設
辻寅建設（つじとらけんせつ）は滋賀県甲賀市にある建設会社。

## 沿革
- 1923年4月 辻寅工務店として創業。
- 1951年7月 辻寅建設に社名変更。

## 会社概要
辻寅次郎が個人経営の工務店を創業したのが始まり。社名の由来は創業者名の頭二文字から名付けられた。公共施設・商業施設の建設・住宅建築が主力であるが、道路・土木工事も併営している。かつてはナショナル住宅（現パナソニックホームズ）の代理店を営業していたが、現在は自社ブランドのサンクリエートシリーズのマンション建設にシフトしている。

## 営業所・支店
- 京都支店 〒612-8445 京都府京都市伏見区竹田浄菩提院町36
- 草津支店 〒525-0034 滋賀県草津市草津3-14-40
- 湖西支店 〒520-0101 滋賀県大津市雄琴4-6-11
- 彦根支店 〒522-0002 滋賀県彦根市松原町松中1133-7

## その他
滋賀県・甲賀市が推進している美化事業に全社協力している。